# Др'єниця
Др'єниця або Шома (словац. Drienica) — село в Словаччині, Сабинівському окрузі Пряшівського краю.
Уперше згадується у 1343 році.
У селі є греко—католицька церква з 1800–1811 рр. в стилі класицизму.

## Географія
Розташоване в північно-східній частині Словаччини на північних схилах Чергівських гір. Протікають Чорний потік; Телек і Дреницький потік.

## Населення
| Рік:            | 1994. | 2004.   | 2014.   | 2024.   |
| --------------- | ----- | ------- | ------- | ------- |
| Кількість осіб: | 671   | 691     | 734     | 758     |
| Різниця:        |       | +2,98 % | +6,22 % | +3,26 % |

| Рік:            | 2023. | 2024.   |
| --------------- | ----- | ------- |
| Кількість осіб: | 771   | 758     |
| Різниця:        |       | -1,68 % |

У селі проживає 714 осіб.
Національний склад населення (за даними останнього перепису населення — 2001 року):
- словаки — 99,11 %,
- українці — 0,60 %,
- русини — 0,30 %.

Склад населення за приналежністю до релігії станом на 2001 рік:
- греко-католики — 67,36 %,
- римо-католики — 22,21 %,
- православні — 8,49 %,
- протестанти — 1,04 %,
- не вважають себе вірянами або не належать до жодної вищезгаданої конфесії — 0,90 %.

## Населені пункти-партнери
- Дубовиця, Словаччина
- Губошовце, Словаччина
- Якубовани, Словаччина
- Перечин, Україна
- Шариські Соколовці, Словаччина
- Узовце, Словаччина
- Вишнів, Україна